# دلی‌آباد
دلی‌آباد روستایی است در شهرستان بروجرد در استان لرستان. این روستا در دهستان شیروان در بخش مرکزی این شهرستان قرار دارد.

## جمعیت
بنابر سرشماری مرکز آمار ایران، جمعیت این روستا در سال ۱۳۸۵، برابر با ۵۰۹ نفر بوده‌است که از این میان ۲۵۹ نفر مرد و بقیه زن بوده‌اند. دلی آباد ۱۲۶ خانوار جمعیت دارد.